# Psychilis
Psychilis – rodzaj roślin z rodziny storczykowatych (Orchidaceae). Obejmuje 15 gatunków i 2 hybrydy występujące na wyspach Karaibów na Dominikanie, Haiti, Portoryko i Leeward Islands.

## Systematyka
Rodzaj sklasyfikowany do podplemienia Laeliinae w plemieniu Epidendreae, podrodzina epidendronowe (Epidendroideae), rodzina storczykowate (Orchidaceae), rząd szparagowce (Asparagales) w obrębie roślin jednoliściennych.
Wykaz gatunków
- Psychilis atropurpurea (Willd.) Sauleda
- Psychilis bifida (Aubl.) Sauleda
- Psychilis buchii (Cogn.) Sauleda
- Psychilis cogniauxii (L.O.Williams) Sauleda
- Psychilis correllii Sauleda
- Psychilis dodii Sauleda
- Psychilis domingensis (Cogn.) Sauleda
- Psychilis kraenzlinii (Bello) Sauleda
- Psychilis krugii (Bello) Sauleda
- Psychilis macconnelliae Sauleda
- Psychilis monensis Sauleda
- Psychilis olivacea (Cogn.) Sauleda
- Psychilis rubeniana Dod ex Sauleda
- Psychilis truncata (Cogn.) Sauleda
- Psychilis vernicosa (Dod) Sauleda

Wykaz gatunków
- Psychilis × raganii Sauleda Sauleda
- Psychilis × tudiana (Dod) Sauleda (Dod) Sauleda